# Theodore Dentz
Theodore Dentz (Amsterdam, 9 augustus 1840 – Utrecht, 29 december 1933) was een Nederlandse tandarts en lector tandheelkunde aan de Universiteit van Utrecht.

## Leven en werk
Dentz werd in 1840 in de Nederlandse hoofdstad Amsterdam geboren als zoon van de tandarts Simon Nathan Dentz en Rebecca Salomons. Hij volgde zowel lessen in de tandheelkunde bij zijn vader als aan het Athenaeum Illustre te Amsterdam. Uiteindelijk promoveerde hij op 17 november 1864 tot doctor in de geneeskunde aan de Universiteit van Utrecht met het proefschrift De melkbreuk der borstklier. Na zijn studie vestigde hij zich als tandarts te Utrecht, waar hij de praktijk van een oom voortzette. In 1867 promoveerde Dentz ook tot doctor in de chirurgie aan dezelfde universiteit. Dentz streefde naar de verheffing van de stand van de tandheelkunde. Later zou hij lector tandheelkunde aan de Universiteit van Utrecht worden.
Dentz was de oprichter van het Nederlandsen Tandheelkundig Genootschap, erelid van de Vereniging van Nederlandsche Tandartsen en medewerker aan het Tijdschrift voor Tandheelkunde.
Dentz trouwde op 30 augustus 1869 met Justine Marx en samen kregen ze een dochter. Na het overlijden van zijn eerste echtgenote Marx in 1908 hertrouwde hij op 3 september 1909 met Johanna Maria Christina Went. Uit dit huwelijk werd tevens een dochter geboren. Hij stierf op 29 december 1933 en werd begraven op Begraafplaats Soestbergen in Utrecht.

## Tijdschrift
Sinds 2009 verscheen zes maal per jaar het tandheelkundig vaktijdschrift Dentz, vernoemd naar Theodore Dentz. Het tijdschrift werd uitgegeven door de Associatie Nederlandse Tandartsen (ANT). Met de fusie van de ANT met de Koninklijke Nederlandse Maatschappij tot Bevordering der Tandheelkunde (KNMT) per 2021 is het tijdschrift samengegaan met het Nederlands Tandartsblad (NT), dat tot dat moment door de KNMT werd uitgegeven. Sindsdien draagt het 'gefuseerde' tijdschrift de naam NT/Dentz.